# Mostra de Cinema de Tiradentes
A Mostra de Cinema de Tiradentes é um festival cinematográfico que acontece anualmente na cidade histórica de Tiradentes, Minas Gerais. É um evento audiovisual de vanguarda que reúne as manifestações da arte numa programação cultural abrangente oferecida gratuitamente ao público. O evento é realizado desde 1998 através do patrocínio de empresas públicas e privadas através das leis federal e estadual de incentivo a cultura. Com o objetivo de incentivar e difundir o cinema brasileiro, é aberta a possibilidade de qualquer produção nacional se inscrever para a seleção. A Mostra inclui debates, mesas temáticas, diálogos audiovisuais e a série Encontro com os Filmes que reúne anualmente críticos de cinema, acadêmicos, pesquisadores, profissionais do audiovisual, imprensa e público. A Mostra se tornou um dos principais eventos cinematográficos do Brasil, sendo um polo de reunião de realizadores, críticos, estudantes, curadores e público de todo o país. 
Além da mostra, o evento dispõe de oficinas, debates, seminários, shows musicais etc. São homenageados durante o evento, diretores e atores que imprimiram a sua identidade na história do nosso cinema.
Apesar do grande crescimento de público, a Mostra de Cinema de Tiradentes manteve-se exibindo exclusivamente produções nacionais e não distribuindo prêmios em dinheiro. A Mostra concede o Troféu Barroco para o melhor filme de longa-metragem da Mostra Aurora segundo o Júri da Crítica, melhor longa e curta-metragem pelo júri popular e melhor longa da Mostra Olhos Livres pelo Júri Jovem. Além disso, também possui um prêmio especial de aquisição de curta-metragem oferecido pelo Canal Brasil. 
A Mostra de Cinema de Tiradentes é organizada pela Universo Produções, que também é responsável pela realização dos festivais mineiros CineOP - Mostra de Cinema de Ouro Preto e CineBH International Film Festival.   